# Incontro con Medusa
Incontro con Medusa (A Meeting with Medusa) è un racconto lungo di fantascienza dello scrittore statunitense Arthur C. Clarke pubblicato nel 1971, vincitore del Premio Nebula nella categoria best novella.

## Storia editoriale
Il racconto è stato pubblicato per la prima volta nel numero di dicembre 1971 della rivista Playboy; l'opera, nel 1972, ha vinto il Premio Nebula per il miglior romanzo breve, è stata candidata al Premio Hugo per il miglior romanzo breve, posizionandosi al secondo posto per l'assegnazione del Locus Award for Best Short Story. L'opera ha inoltre vinto il Premio Seiun come miglior racconto straniero pubblicato in Giappone nel 1974.
In Italia il romanzo è stato pubblicato una prima volta nel 1972.

## Trama
(Arthur C. Clarke, Incontro con Medusa)
Il comandante Howard Falcon, durante il volo prova del dirigibile sperimentale Queen Elizabeth IV, ha un incidente: una telecamera teleguidata sfugge al controllo e si abbatte sull'aeronave facendola schiantare a terra. Falcon sopravvive solo grazie a una serie di interventi chirurgici che ne modificano l'aspetto, dotandolo però di doti e riflessi eccezionali. Falcon decide di sfruttare le sue nuove caratteristiche postumane nell'esplorazione di Giove e convince l'amico Webster a cercare fondi per una nuova missione sul pianeta.
Mesi dopo Falcon è al comando della Kon-Tiki, una mongolfiera che viene sganciata da un'astronave di appoggio nell'atmosfera del pianeta Giove. Durante l'esplorazione Falcon, in costante contatto radio con il comando missione diretto dallo scienziato Brenner, si imbatte in creature giganti, che ricordano delle Mante, è testimone di un meraviglioso gigantesco fenomeno naturale di bioluminescenza, noto sulla terra con il nome di "ruote di Poseidone", riesce a sopravvivere a una tempesta elettromagnetica causata da un'eruzione vulcanica. Falcon riceve sul radar di bordo dei segnali che si rivelano essere generati da enormi creature che fluttuano nell'atmosfera di Giove, simili a meduse. La Kon-Tiki viene raggiunta da una delle creature che, con un tentacolo, tocca il pallone. Falcon, ligio alla Prima direttiva impartitagli, ossia di non interagire in alcun modo con creature aliene, sgancia il pallone e aziona i razzi che lo riportano in orbita verso la nave madre. Il suo unico rimpianto è quello di non aver sorvolato la Grande Macchia Rossa e di non essere riuscito a scoprirne i segreti. Tornato sulla Terra Falcon viene celebrato come eroe ed è convinto che le sue caratteristiche fisiche, profondamente diverse da quelle umane, saranno utili all'umanità per le future esplorazioni dello spazio.

## Edizioni
- (EN) Arthur C. Clarke, A Meeting with Medusa, in Playboy, Anno 18 numero 12, dicembre 1971.
- (EN) Arthur C. Clarke, A Meeting with Medusa, in The Wind from the Sun, New York, Harcourt Brace Jovanovich, 1972, ISBN 978-0-15-196810-7.
- Arthur C. Clarke, Incontro con Medusa, in Medusa, traduzione di Francesco Villa e Maria Zavattoni, n. 2, Gamma. [Il Fantalibro]. I Capolavori della Fantascienza, Milano, De Carlo Editore, 1977.
- Arthur C. Clarke, Incontro con Medusa, in Vento solare, traduzione di Abramo Luraschi, n. 2, collana Robot Speciale, Milano, Armenia Editore, 1977.
- Arthur C. Clarke, Incontro con Medusa, in Medusa, traduzione di Valentino De Carlo e Maria Zavattoni, n. 1159, Oscar Mondadori, Milano, Mondadori, 1980.
- (FR) Arthur C. Clarke, Face à face avec Méduse, in Le vent venu du soleil, n. 5164, Presses Pocket - Science Fiction, Presses Pocket, 1983, ISBN 978-2-266-01278-2.
- (PT) Arthur C. Clarke, Encontro com Medusa, in O vento solar, traduzione di Leonel Vallandro, San Paolo del Brasile, Círculo do Livro, 1990.
- Arthur C. Clarke, Incontro con Medusa, in La sentinella, n. 3, Visual Publications, Milano, Interno Giallo, 1990, ISBN 8835600332.